# Geyern
Geyern ([ˈɡaɪ̯ɐn] ) ist ein Gemeindeteil der Gemeinde Bergen im Landkreis Weißenburg-Gunzenhausen (Mittelfranken, Bayern). Die Gemarkung Geyern hat eine Fläche von 3,777 km². Sie ist in 448 Flurstücke aufgeteilt, die eine durchschnittliche Flurstücksfläche von 8431,76 m² haben.

## Geografische Lage
Das Kirchdorf liegt am Nordwestabfall des Fränkischen Jura ca. 10 Kilometer nordöstlich von Weißenburg. Geyern liegt direkt auf der Europäischen Hauptwasserscheide und ist damit hydrologisch gesehen „zweigeteilt“. Im östlich gelegenen Zeiselweiher entspringt die Anlauter, ein Nebenfluss der Schwarzach. Durch Geyern verläuft die Kreisstraße WUG 5 von Ettenstatt nach Bergen. Gemeindeverbindungsstraßen führen nach Kaltenbuch und Pfraunfeld. Ein häufig erwähntes Kuriosum ist das Gebäude Bergener Straße 4, das genau auf der Wasserscheide steht. Bis zur Sanierung der Dachrinnen 1996 floss das Regenwasser auf der Südseite zum Ringelbach und damit zur Nordsee und auf der Nordseite zur Anlauter und damit in Richtung Schwarzes Meer.

## Geschichte
Das Dorf geht auf ein dort nach 900 ansässiges mächtiges Adelsgeschlecht, die Schenken von Geyern, zurück. Ein Burgstall mit den Resten ihrer ersten Burg befindet sich 350 m nördlich. Später zogen sie in eine zweite Burg im Ortsgebiet um. Auf deren Resten wurde später ein Schloss, die Burganlage Geyern errichtet. Das renovierte Gebäude befindet sich bis heute im Besitz der Nachkommen.
Im Geographischen statistisch-topographischen Lexikon von Franken (1800) wird der Ort folgendermaßen beschrieben:

„Geyern, (Gyern,) Filialkirchdorf mit 10 Ansbachischen Unterthanen und einem fremdherrischen. Hier ist ein Schloß, das wieder in 3 besondere Schlößer oder Kemnaten getheilt ist. Ein Theil ist Ansbachisch, zwey gehören der freyherrlichen Familie von Schenk. Der Ansbachische Theil wurde 1757 abgebrochen und an dessen Stelle ein Beamtenhaus erbauet. Von der einen Schenkischen ist dermalen nur noch der Rest einer Mauer und eines Thurms zu sehen, die andere aber, welche dem Hochstifte Eichstätt zu Lehen gehet, steht noch jetzt in ihrer alten Verfassung.“

Mit dem Gemeindeedikt Anfang des 19. Jahrhunderts entstand die Ruralgemeinde Geyern. Am 1. Mai 1978 wurde sie nach Bergen eingemeindet.

## Einwohnerentwicklung
| Jahr          | 1910 | 1933 | 1939 | 1987 | 2017 |
| Einwohnerzahl | 109  | 119  | 101  | 125  | 131  |

## Baudenkmäler
- Burg Geyern
- Schloss Geyern
- St. Bartholomäus (Geyern): Evangelisch-lutherische Kirche, Chorturmkirche, spätgotische Anlage des 14./15. Jahrhunderts, ausgebaut im 17./18. Jahrhundert, Turm mit Eckquaderungen und Zeltdach; mit Ausstattung; Kirchhofbefestigung, 18./19. Jahrhundert.